# Анжеліка Варум
Анжелі́ка Вару́м (справжнє ім'я — Марія Юріївна Варум; нар. 26 травня 1969, Львів) — російська естрадна співачка українського походження.

## Життєпис
Народилася у Львові 26 травня 1969 року. 
Батько Юрій Варум — композитор, аранжувальник, продюсер; мати — Галина Шаповалова, театральний режисер. Отримала домашню музичну освіту (фортепіано, гітара). Після закінчення школи в 1987 році переїхала до Москви, де її батько працював музичним керівником у групі естрадного виконавця Валерія Леонтьєва. Намагалася поступити у Московське театральне училище імені Щукіна, але не пройшла через український акцент.

### Музична кар'єра
З 1988 до 1990 — бек-вокалістка у музичній студії батька. З 1990 почала сольну кар'єру. Популярність прийшла з першим альбомом «Гуд бай, мій хлопчику» («Гуд бай, мой мальчик», 1991). За ним вийшли альбоми «Ля-ля-фа» (1993), «Осінній джаз» («Осенний джаз», 1995, премія «Овація» «за найкращий альбом року»), «В двох хвилинах від кохання» («В двух минутах от любви», 1996), «Зимова вишня» («Зимняя вишня», 1996), «Це все для тебе» («Это все для тебя», 1997), «Найкраще» («The best», 1999), «Службовий роман» («Служебный роман», 2000, спільно з Леонідом Агутіним), «Найкращі пісні. Нова колекція» («Лучшие песни. Новая коллекция», 2003), «Стоп, цікавість!» («Стоп, любопытство!», 2002), «Любовний настрій» («Любовное настроение», 2003).

### Кар'єра у кіно
Зіграла одну з головних ролей у фільмі «Небо в діамантах» («Небо в алмазах», 1999). Знімалася у серіалах «Досьє детектива Дубровського» («Досье детектива Дубровского», 1999) і «Каменська-3: Коли боги сміються» («Каменская-3: Когда боги смеются», 2003), а також у мюзиклах «Старі пісні про головне» («Старые песни о главном», 1996), «Старі пісні про головне-2» («Старые песни о главном», 1997), «Сніжна королева» («Снежная королева», 2003). У 2006 році разом з чоловіком Леонідом Агутіним нагороджена орденом «Служіння мистецтву» («Служение искусству») І ступеню.

## Дискографія
1. 1991 — Гуд бай, мой мальчик
2. 1993 — Ля-ля-фа
3. 1995 — Избранное
4. 1995 — Осенний джаз
5. 1996 — В двух минутах от любви
6. 1996 — Зимняя вишня
7. 1998 — Только она…
8. 2000 — Служебный роман
9. 2002 — Стоп, Любопытство!
10. 2007 — Музыка
11. 2009 — Если он уйдет

## Фільмографія
- 1995 — Старые песни о главном (музыкальный телефильм)
- 1996 — Старые песни о главном—2 (музыкальный телефильм)
- 1997 — Старые песни о главном—3 (музыкальный телефильм)
- 1999 — Небо в алмазах
- 1999 — Д. Д. Д. Досьє детектива Дубровского
- 2000 — Старые песни о главном-Постскриптум (музыкальный телефильм)
- 2003 — Каменская—3: Когда боги смеются — Светлана Медведева
- 2004 — Двенадцать стульев — Эллочка-людоедка
- 2006 — Первый скорый
- 2008 — Новогодняя ночь 2008 на Первом
- 2009 — Новогодняя ночь 2009 на Первом

## Сім'я

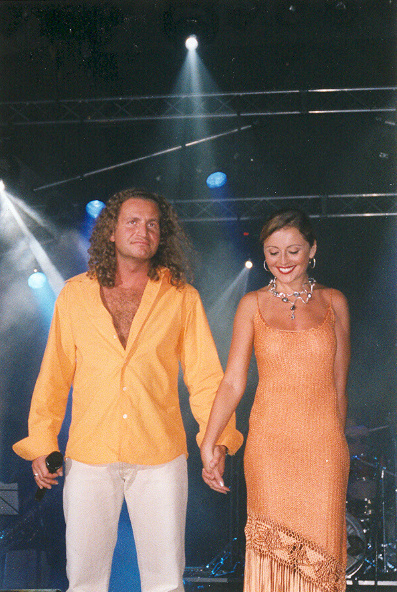
с Леонідом Агутіним

- Батько — Варум Юрій Гнатович, композитор, аранжувальник
- Мати — Шаповалова Галина Михайлівна, режисерка театру
- Чоловік — Агутін Леонід (16 липня 1968)
- Дочка — Єлизавета

## Громадянська позиція
Починаючи з 2014-го Варум підтримує Україну під час російсько-української війни, починаючи з 2022-го року переконала чоловіка, що до того займав нейтральну позицію, ближчу до проросійської також закликати до припинення агресії, хоча після еміграції Варум до США та звинувачень у фінансуванні подружжям ЗСУ (насправді вони допомагали українським біженцям), через що були скасовані концерти Агутіна, чоловік співачки пішов на угоду з Кремлем і дав замовні концерти задля продовження концертної діяльності в РФ.